# Hurst (Illinois)
Hurst je grad u američkoj saveznoj državi Ilinois. Prema popisu stanovništva iz 2010. u njemu je živjelo 795 stanovnika.